# Джав-Тобе
Джав-Тобе́ (также Крива́я, Крива; укр. Джав-Тобе, крымскотат. Cav Töbe, Джав Тёбе) — маловодная балка в юго-западной части Керченского полуострова, длиной 11 км, с площадью водосборного бассейна 39,4 км². Относится в группе рек Керченского полуострова. Начало балки находится в 3 километрах севернее села Вулкановка, в среднем течении (от Вулкановки до бывшего села Краснофлотское) носит название Кривая. Течёт на юго-запад, сливаясь в пруду, на высоте 23 метра над уровнем моря с балкой Баш-Киргиз, образует балку (реку) Джапар-Берды. Название дано по расположенному в верховье балки грязевому вулкану Джау-Тепе (также Джав-Тобе). У Джав-Тобе 2 собственных притока-балки, в балке в 1936 году сооружён пруд объёмом около 150 тысяч м³ и площадью 14 гектаров.